# 2004 en architecture
 (octobre 2024).
Si vous disposez d'ouvrages ou d'articles de référence ou si vous connaissez des sites web de qualité traitant du thème abordé ici, merci de compléter l'article en donnant les références utiles à sa vérifiabilité et en les liant à la section « Notes et références ».
| Années de l'architecture : 2001 - 2002 - 2003 - 2004 - 2005 - 2006 - 2007    |
| Décennies de l'architecture : 1970 - 1980 - 1990 - 2000 - 2010 - 2020 - 2030 |

Cet article présente les faits marquants de l'année 2004 en architecture.

## Réalisations
- La tour Taipei 101 est achevée à Taiwan. C'est le plus haut des gratte-ciel du monde.
- La tour « Goldman Sachs » est achevée. C'est la plus haute tour de Jersey City avec 238 mètres.
- Fin des travaux signés Norman Foster au 30 St Mary Axe à Londres.
- 1er octobre : passerelle Simone-de-Beauvoir, 37e pont de Paris. C'est une passerelle piétonne conçue par l'architecte autrichien Dietmar Feichtinger. Inauguration en 2006.
- 14 décembre : inauguration du viaduc de Millau, le plus haut pont du monde. Construit par Eiffage, dessiné par Norman Foster.

## Événements
- 15 décembre : David Mangin est choisi pour réaménager le forum des Halles à Paris. Étaient en lice avec lui, Jean Nouvel, MVRDV et Rem Koolhaas.

## Récompenses
- Prix Pritzker : Zaha Hadid.
- Prix Stirling : 30 St Mary Axe, Londres par Norman Foster[1].
- Grand prix national de l'architecture : Patrick Berger.
- Prix de l'Équerre d'argent : Antoinette Robain et Claire Guieysse pour la réhabilitation du centre national de la danse de Pantin (œuvre de Jacques Kalisz).
- Prix du livre d'architecture : Françoise Fromonot, Glenn Murcutt — projets et réalisations 1962-2002, Paris, Gallimard, coll. « Livre d'Art », 9 octobre 2003, 324 p. (ISBN 2-07-011762-6).

## Décès
- 7 janvier : Piotr Kowalski (° 2 mars 1927), architecte polonais.
- 4 avril : Pierre Koenig, 78 ans, architecte américain.
- 29 avril : Pierre Barbe, 104 ans, architecte français.
- 5 août : André Wogenscky (° 3 juin 1916), architecte français.
- 12 septembre : Max Abramovitz (° 23 mai 1908), architecte américain.
- 20 septembre : Eric Saunier, 51 ans, architecte français.
- 30 décembre : Ionel Schein (° 1927), architecte, urbaniste et historien de l'architecture français.
- Eliane Havenith (° 1918), architecte belge.